# Championnat d'Océanie masculin de basket-ball 2013
Navigation
Édition précédente Édition suivante
Le championnat d'Océanie de basket-ball 2013 est le 21e championnat d'Océanie  de basket-ball masculin organisé par la FIBA Océanie. La compétition a lieu du 14 août au 18 août 2013. 
Seules deux équipes disputent ce tournoi qualificatif pour la Coupe du monde 2014 en Espagne : l'Australie et la Nouvelle-Zélande. Le tournoi se joue sur une série au meilleur des trois matchs. L'Australie est ainsi sacrée pour la 18e fois championne d'Océanie mais les deux équipes sont qualifiées pour la Coupe du Monde.